# 奇格米特山脈
奇格米特山脈是美國阿拉斯加州的山脈，位於基奈半島自治市鎮和湖泊-半島自治市鎮，屬於阿留申山脈的一部分，距離安克雷奇西南200公里。

## 主要山峰
- 里道特火山，海拔高度3,108公尺
- 伊利亞姆納火山，海拔高度3,054公尺